# 无畏契约
《特戰英豪》，又作瓦羅蘭或瓦羅蘭特，是一款由Riot Games开发的免費多人第一人称射擊游戏。该游戏于2019年10月首次发布，代号为「Project A」。于2020年4月7日发布封闭测试版，于2020年6月2日正式發行。
2024年6月8日，Riot Games在夏日游戏节上宣布PlayStation 5/Xbox Series X|S版《Valorant》即将于6月14日起在北美地区开始限量公测，原先PC端享有的Xbox Game Pass专属福利（解锁所有角色+战斗通行证20%经验加成）在主机端继续可用。並在2025年與中國騰訊光子實驗室合作開發《無畏契約：源能行動》（Valorant mobile)，目前定檔宣佈8月19日正式上線。

## 玩法
《特戰英豪》是基於團隊的射擊遊戲以及第一人稱射擊遊戲，經典玩法採取五打五的爆破模式，亦有其他原創模式供玩家選擇。
遊戲中有各式各樣的武器，以殺死敵軍、安裝炸彈、拆除炸彈以及回合勝利所獲取稱為「信幣（Creds）」的金錢，經由經濟系統來購買所需要的槍枝及護甲。遊戲內共有七種武器，分別為手槍、衝鋒槍、霰彈槍、重型武器、步槍、狙擊槍及近戰武器。與其他第一人稱射擊遊戲相同，每種武器均有後座力，须由玩家控制才能做到精准射击。
遊戲規則方面，類似於其他射擊遊戲中的「爆破模式」，進攻方會攜帶一枚稱之為「輻能核心（Spike）」的炸彈，須在回合時間內完成安置。如果進攻方成功保護炸彈引爆或將防守方成員全數殲滅，則視為回合勝利並獲得一分；若防守方成功殲滅進攻方成員並拆除炸彈，又或者進攻方未能在一分四十秒的回合時間內安置炸彈，則防守方獲得回合勝利；在十二輪交火後將進行攻守交換，最先取得十三回合勝利之隊伍即為比賽勝利者。
遊戲特色在於，玩家能夠使用具有不同技能、稱為「特務（Agent）」的遊戲角色參加戰鬥並分工團隊中相應的工作以幫助隊伍獲得勝利。而作為第一人稱射擊遊戲，《特戰英豪》尤其注重玩家射擊的精準度，武器傷害的設計上，擊中頭部多能造成高出擊中其他部位許多的傷害。

## 开发
《无畏契约》由《英雄联盟》的开发商Riot Games开发及营运。开发工作于2014年在其研发部门进行。当与其他游戏设计师交流拳头可能会开发什么类型的游戏时，《无畏契约》的游戏总监乔·齐格勒（Joe Ziegler）提出了《无畏契约》的最初想法并因此闻名。劉昱廷是《无畏契约》的创意总监，该游戏由虚幻引擎构建。

## 发行
2019年10月，《无畏契约》首次以“《Project A》”之名进入大众视野。游戏于2020年3月1日正式发布，并在YouTube上播放了名为“The Round”的游戏视频。封闭测试版于2020年4月7日在美国，加拿大，欧洲，俄罗斯和土耳其发布。2020年5月14日，台灣大哥大宣布取得《特戰英豪》台灣地區代理權，但台灣大哥大僅有點數販售權，並未在台設置伺服器，游戏在台湾正式發行於2020年6月2日。2022年12月28日，《无畏契约》获得中国大陆游戏版号，由腾讯游戏代理运营中国服务器。

## 反响
| 汇总媒体   | 得分   |
| ---------- | ------ |
| Metacritic | 80/100 |

| 媒体          | 得分   |
| ------------- | ------ |
| Game Informer | 8.5/10 |
| GameSpot      | 7/10   |
| IGN           | 9/10   |
| 衛報          | [ 22 ] |

《无畏契约》被比作威尔乌公司的《反恐精英：全球攻势》，因为两款游戏均为拆弹模式，也被比作暴雪娱乐的英雄射击游戏《守望先锋》。
Polygon的奥斯汀·高斯林（Austen Goslin）称赞了《无畏契约》测试版，将其描述为“精致”以及“我玩过的最有趣的战术射击游戏之一”。

## 争议

### 反作弊软件争议
《无畏契约》因其反作弊软件Vanguard而招致批评，因为该软件显示运行在内核驱动程序上，该内核驱动程序允许访问计算机系统。OSNews担心Riot Games及其所有者腾讯可能监视用户数据，并且内核驱动程序可能会被第三方利用。然而Riot Games指出，驱动程序“不会为我们收集或发送有关您计算机的任何信息”，并且启动了一个漏洞赏金计划，以奖励那些发现了Vanguard漏洞的报告。

## 遊戲內容

### 模式
以下為《VALORANT》目前的所有模式，玩家藉完成各模式不同的特定目標以在該模式中勝出。
| 模式中文名稱 | 模式英文名稱    | 模式分組方式                         | 模式獲勝目標                                                               | 模式特色 |
| ------------ | --------------- | ------------------------------------ | -------------------------------------------------------------------------- | --- |
| 一般模式     | Unrated         | 5對5                                 | 先取得十三分                                                               | 經典的招牌爆破模式。 |
| 競技模式     | Competitive     | 5對5                                 | 先取得十三分，若12比12則有延長賽，直到雙方比數差二分或雙方投票決定平手為止 | 有「牌位系統」。牌位分別有：未分級、鐵牌、銅牌、銀牌、金牌、白金、鑽石、超凡入聖、神話以及輻能戰魂，其中，鐵牌至神話有三個小等級（1-3）。在「未分級」牌位的玩家完成特定場數後會顯示玩家的排位，取得牌位的玩家在完成每一場競技模式遊戲後會得到競技分數（RR）的變動。                                               |
| 超速衝點     | Swift Play      | 5對5                                 | 先取得五分                                                                 | 測試版於2022年12月7日到2023年1月11日開放遊玩。與標準的5v5一般模式相似，但節奏更加快速。玩家每回合會獲得兩點大絕點數；並會在每個半場的四回合中獲得固定數量的信幣，一到四回合分別為800、2400、4250、4250，但武器與信幣可留到下回合使用。                                                                            |
| 輻能搶攻戰   | Spike Rush      | 5對5                                 | 先取得四分                                                                 | 為達成更快的遊戲節奏，所有攻擊方成員都會擁有一顆輻能核心、每位玩家開局都須使用同一把隨機武器、每次陣亡與擊殺都會獲得2點大絕點數、每回合會有特殊強化靈球隨機出現在地圖上。 |
| 死鬥模式     | Death Match     | 12人各自為一隊                       | 先取得四十次擊殺，或在九分鐘內取得最多次擊殺                               | 地圖及角色由系統隨機決定；角色沒有技能、金錢無限以及可在每次復活後的一段選購時間內隨意切換武器。 |
| 超激進戰     | Escalation      | 5對5                                 | 先取得十二分，或在十分鐘內取得較多團隊分數                                 | 地圖及角色由系統隨機決定；團隊分數以擊殺敵隊成員的方式取得，團隊每七次擊殺可取得一分，每一分的遊戲階段玩家須要使用特定的武器或技能。 |
| 團隊死鬥     | Team Deathmatch | 5對5                                 | 率先達到100殺即可獲勝。                                                    | 在四張全新的地圖中和對手一決高下。每場對戰共有四個階段，並且移除經濟限制。特務每隔1.5秒就會重生。 |
| 複製亂戰     | Replication     | 5對5                                 | 先取得五分                                                                 | 不定期推出的限時模式。隊伍的五位成員將使用相同特務（兩隊使用之特務分別為遊戲開始前隨機一名玩家所選擇之特務）；非大絕技能每回合自動補滿；信幣不以一般模式規則計算，改為每回合所有玩家的信幣重置為固定數量，信幣數量一到四回合分別為900、2400、3900、6000，攻守交換後的五到八回合亦同，第九回合延長賽則為6000信幣。 |
| 打雪仗       | Snowball Fight  | 5對5                                 | 先取得五十次擊殺，或在十分鐘內取得最多次擊殺                               | 不定期推出的限時模式。玩家持雪球發射器發射雪球，打中一發即可殺死敵人；角色由系統隨機決定，不能使用技能；地圖上會掉落各種道具，撿起即可獲得短暫增益效果。 |
| 自訂模式     | Custom Game     | 依所選子模式而定，非觀戰玩家至少一人 | 依所選子模式而定                                                           | 可以自由設定地圖、規則與子遊戲模式的模式，存在密技功能。 |

### 地圖
截至目前為止，遊戲共釋出十二張地圖，分別為「劫境之地」、「遺落境地」、「雙塔迷城」、「義境空島」、「極地寒港」、「熱帶樂園」、「天漠之峽」、「深海遺珠」、「蓮華古城」、「日落之城」、「深窟幽境」、「晶蝕之地」。其中「深窟幽境」、「劫境之地」、「日落之城」和「熱帶樂園」為目前在競技模式被暫時移除的地圖。
| 地圖中文名稱 | 地圖中文名稱 | 地圖英文名稱 | 地圖位置 | 地圖簡介 |
| 台湾和香港   | 中国大陆     | 地圖英文名稱 | 地圖位置 | 地圖簡介 |
| ------------ | ------------ | ------------ | -------- | --- |
| 劫境之地     | 源工重镇     | Bind         | 摩洛哥   | 無中路的沙漠地圖，並且具有能夠幫助玩家快速轉換位置的傳送門，地圖中曲折的狹窄地形為本地圖之特色。                                                   |
| 遺落境地     | 隐世修所     | Haven        | 不丹     | 以具有三個爆破點為特色，三條主要道路寬敞而平坦且為長程作戰位置，玩家因而沒有太多的掩護，需要以足夠精準的火力取得區域控制權。                       |
| 雙塔迷城     | 霓虹町       | Split        | 日本     | 以日式風格為主的地圖，除了部分由低矮建築拱繞的通道外，更有錯綜複雜的地下道貫穿。設計方面，兩個爆破點旁各有一幢高聳的塔樓，地圖也因而得名。         |
| 義境空島     | 亚海悬城     | Ascent       | 義大利   | 本地圖的特色為兩個爆破點皆具有能夠配合戰術進行多元運用的機關門，且爆破點之間有許多點位阻隔，因此玩家需要更留意作戰路線的規劃以取得區域控制。       |
| 極地寒港     | 森寒冬港     | IceBox       | 北極     | 設計相對複雜的地圖，以各據點的掩體和垂直空間為特色。地圖中同時設計了滑索機關，因而加速了玩家轉換位置的速度、同時也要求玩家具有應變快速作戰的能力。 |
| 熱帶樂園*    | 微风岛屿     | Breeze       | 北大西洋 | 具有開闊空間的島嶼地圖，大範圍且多方位的遠距離作戰為本地圖的特色。                                                                                 |
| 天漠之峽*    | 裂变峡谷     | Fracture     | 美國     | 以不同於傳統射擊遊戲的據點設計為最大特色，具有兩個進攻方大廳並將防守方包夾其中，守備方因而往往需要做出更積極的區域占領以應對從各個方向進攻的敵軍。 |
| 深海遺珠     | 深海明珠     | Pearl        | 葡萄牙   | 以水下世界的風格設計為最大特色。作戰空間上分為擁擠的中路及較為寬闊的兩側據點，同時玩家需善用各路徑間的捷徑，方能達成最有效率的位置轉換。           |
| 蓮華古城     | 莲华古城     | Lotus        | 印度     | 以印度祠廟作主題，有著三個爆破點的地圖。地圖有不同的高低差及大量角落，並可透過旋轉門及可破壞的石門作捷徑快速移動。                                 |
| 日落之城     | 日落之城     | Sunset       | 美國     | 以美國西部為地圖，結合了一些當地元素，是一張著重於中路控制的地圖。                                                                                 |
| 深窟幽境     | 幽邃地窟     | Abyss        | 挪威     | 特戰英豪首張無邊界地圖，玩家需多留意腳下避免在戰鬥中跌落致死。                                                                                     |
| 晶蝕之地     | 晶蚀之地     | Corrode      | 法國     | 以受輻能風暴摧殘而結晶化中世紀要塞為背景，有三條路線、兩個爆破點的地圖，具多層防禦與戰略深度。                                                     |

### 角色
在《特戰英豪》中，玩家所控制的角色稱為特務，加入遊戲時可免費獲得五名特務（婕提、菲尼克斯、布史東、聖祈、蘇法），也可藉由完成特務契約獲得。在比賽開始前需選擇一名特務，鎖定選擇後皆不得更換。每位特務均有專屬的技能，可在回合開始前於商店選單中進行購買。
遊戲內的特務分別來自世界各國，他們各自擁有獨特的文化及專長。目前遊戲中共計四個特務定位、二十七位特務，至今仍持續不斷更新中。
| 特務定位中文名稱 | 特務定位中文名稱 | 特務定位英文名稱 | 特務定位說明                                                                     |
| 台湾和香港       | 中国大陆         | 特務定位英文名稱 | 特務定位說明                                                                     |
| ---------------- | ---------------- | ---------------- | -------------------------------------------------------------------------------- |
| 決鬥者           | 决斗             | Duelist          | 決鬥者是獨當一面的殺手，隊伍皆仰賴其高超技巧，尋找開戰的契機、殲滅敵方。         |
| 控場者           | 控场             | Controller       | 控場者擅長分割地帶、阻隔危險，替隊伍做好迎接勝利的準備。                         |
| 先鋒             | 先锋             | Initiator        | 先鋒能從不同角度切入且擊退守備方，替隊伍在詭譎多變的戰場中製造優勢。             |
| 守衛             | 哨卫             | Sentinel         | 守衛顧名思義就是防守專家。無論是攻擊或守備回合，都能為隊伍封鎖區域以及掩護側翼。 |

| 中文名稱   | 中文名稱 | 英文名稱  | 定位   | 國籍     | 介紹 |
| 台湾和香港 | 中国大陆 | 英文名稱  | 定位   | 國籍     | 介紹 |
| ---------- | -------- | --------- | ------ | -------- | --- |
| 菲尼克斯   | 不死鸟   | Phoenix   | 決鬥者 | 英國     | 菲尼克斯來自英國，他的星辰之力融會於其戰鬥風格中，其閃光彈和照明彈足以讓星火燎原。不管有沒有後援，他都能衝鋒陷陣，獨自撂倒敵人。                                                   |
| 婕提       | 捷风     | Jett      | 決鬥者 | 韓國     | 身為南韓代表，婕提身手矯捷，能使出他人所不能的精妙險招。交戰時她能把所有人耍得團團轉，以迅雷不及掩耳的速度秒殺敵人。                                                               |
| 薇蝮       | 蝰蛇     | Viper     | 控場者 | 美國     | 薇蝮是名美國化學家，她的特長是部署五花八門的劇毒化武，掌控戰局的同時，還能妨礙敵人視野。即使毒藥沒能殺死對手，她的心理戰術也會虐死人。                                             |
| 蘇法       | 猎枭     | Sova      | 先鋒   | 俄羅斯   | 蘇法出生於俄羅斯的永凍冰原，他靠著快捷而精準的身手，緊追在後、曝光敵蹤、將目標無情殲滅。他手持改造弓，結合出色的偵查能力，讓你逃得了一時，躲不過一世。                             |
| 瑟符       | 零       | Cypher    | 守衛   | 摩洛哥   | 瑟符是摩洛哥的情報販子，他隻身一人便是頂尖情報中心，窺探著敵人的一舉一動。沒有計謀可以逃過他的法眼。瑟符永遠監視著你。                                                             |
| 布史東     | 炼狱     | Brimstone | 控場者 | 美國     | 來自美國的布史東擁有強大的衛星武器，讓他的隊伍永遠處於優勢。他能投放戰略工具支援前線，包準「恰到好處」且萬無一失，讓他成為地表最強指揮官。                                         |
| 聖祈       | 贤者     | Sage      | 守衛   | 中國     | 來自中國的聖祈，是宛如銅牆鐵壁一般的存在，無論身在何處，除了自保之外，也能確保隊伍的安全。她可以復活不支倒地的友軍，屏除猛烈的攻勢，在槍林彈雨的戰鬥中，建造一座令人安心的庇護所。 |
| 歐門       | 幽影     | Omen      | 控場者 | 未知記憶 | 歐門是個記憶中的魅影，在暗影裡巡獵。他能蒙蔽敵人雙眼、在地圖上神出鬼沒，使詭譎的氣氛籠罩全域，而他的敵人永遠在心慌意亂之中，試圖猜測他接下來會在哪裡現身。                         |
| 叛奇       | 铁臂     | Breach    | 先鋒   | 瑞典     | 叛奇是瑞典的生化人，他能發射強大且精準的雷射震擊，通過火力壓制開闢前往敵區的道路。能夠阻斷敵方，又能造成傷害的他，絕對是確保敵我雙方實力懸殊的不二人選。                           |
| 芮茲       | 雷兹     | Raze      | 決鬥者 | 巴西     | 來自巴西的芮茲經常使用巨型槍械展現她大喇喇的個性。她擅長用驚天一「砰」，逼出躲在壕溝的埋伏，掃除狹窄空間的敵人，這就是她的暴力破壞風。                                             |
| 蕾娜       | 芮娜     | Reyna     | 決鬥者 | 墨西哥   | 在墨西哥中心經過鍛鍊的蕾娜，有強大的單挑能力，每擊殺一名敵軍，都可以獲得所向無敵的增益效果。她是否能主宰戰場，除了取決於技巧熟練度，也仰賴賽局上的表現。                           |
| 愷宙       | 奇乐     | Killjoy   | 守衛   | 德國     | 愷宙是位來自德國的天才，總是氣定神閒，靠著她火力強大的發明來鎮守戰場。她的機器人能對戰局造成十足的影響力，就算沒把敵人立即擊倒，也足以靠著附加的減益效果使他們舉步維艱。           |
| 絲凱       | 斯凯     | Skye      | 先鋒   | 澳洲     | 絲凱來自澳洲，她與她的野獸同伴會勇闖敵區，為我方開路。除了能召喚生物妨礙敵軍，她還能治療隊友，因此只要有絲凱在側，肯定能展現隊伍的最強實力，避開凶險局面。                         |
| 夜戮       | 夜露     | Yoru      | 決鬥者 | 日本     | 來自日本的夜戮可以撕裂現實世界的空間，潛入敵軍陣線而不被察覺。他同時運用欺敵和進攻策略先發制人，讓目標措手不及。                                                                   |
| 亞星卓     | 星礈     | Astra     | 控場者 | 加納     | 亞星卓來自非洲迦納，她能駕馭宇宙之力，「隨星所欲」重塑戰場形勢。她完全掌控了星體型態的力量，且擁有洞見觀瞻的戰略能力，因此總是能遙遙領先對手。                                     |
| KAY/O      | K/O      | KAY/O     | 先鋒   | 未知     | KAY/O是一台戰爭機器，其唯一目的是消滅所有輻能者。他可以抑制對手的能力，讓敵人無力還擊，為自身陣營取得絕大優勢。                                                                    |
| 錢博爾     | 尚勃勒   | Chamber   | 守衛   | 法國     | 錢博爾是來自法國的武器設計師，他一身時尚、滿載武力，用致命的精準武器把侵略者一一驅逐。他的特製武器可以守住戰線，從遠處一一消滅敵人，即便作戰出了亂子，他也能優雅應變，臨危不亂。   |
| 妮虹       | 霓虹     | Neon      | 決鬥者 | 菲律賓   | 妮虹是來自菲律賓的特務，她的身體能產生帶有幅能的生物電流，讓她能一邊高速衝刺一邊釋放電擊。她擅長趁虛而入，然後以迅雷不及掩耳的速度擊倒敵人。                                       |
| 菲德       | 黑梦     | Fade      | 先鋒   | 土耳其   | 菲德是來自土耳其的賞金獵人，能釋放純粹的惡夢能量來獲取敵人的秘密。她是恐懼的化身，能追獵目標，揭開他們最深層的恐懼，然後用黑暗將其摧毀殆盡。                                       |
| 哈泊       | 海神     | Harbor    | 控場者 | 印度     | 哈泊來自印度沿岸地區，他操縱著古代科技，支配水的力量，如潮水般洶湧衝上戰場。他會放出水沫四濺的湍流和勢不可擋的浪潮，給予友軍護盾，並狠狠擊潰敵軍。                                 |
| 蓋克       | 盖可     | Gekko     | 先鋒   | 美國     | 洛杉磯人蓋克帶領了一群親密無間的小怪物。他的好夥伴總是一馬當先，打亂敵人陣腳，等蓋克追上後再重整隊伍，再次出擊。                                                                   |
| 蒂羅       | 钢锁     | Deadlock  | 守衛   | 挪威     | 挪威籍特務蒂羅佈下大量尖端科技奈米線守住陣地，就連最致命的攻擊也難越雷池一步。在她的警戒下，誰都逃不過她的法眼。她對敵人從不手下留情，遇上她絕對九死而無一生。                     |
| 離索       | 壹决     | Iso       | 決鬥者 | 中國     | 中國傭兵離索進入殺戮心流狀態，重組周圍環境的能量化作防彈護盾，專心致志地邁向下一次生死對決。                                                                                       |
| 珂樂芙     | 暮蝶     | Clove     | 控場者 | 蘇格蘭   | 蘇格蘭裔搗蛋鬼珂樂芙遊走於戰鬥的激情和死亡的冷酷之間，總讓敵人捉摸不定。這位永生不朽的年輕人最愛將敵人耍得團團轉，即便身中數槍倒下，也可能隨時復活、就像沒事一樣。                 |
| 薇絲       | 维斯     | Vyse      | 守衛   | 未知     | 善於謀略與操縱金屬的薇絲能釋放液態金屬來隔絕、誘捕敵軍，甚至卸除其武裝。工於心計的她能輕易操控對手心智，讓戰場成為恐懼的代名詞。                                                   |
| 戴侯       | 钛狐     | Tejo      | 先鋒   | 哥倫比亞 | 哥倫比亞彈道專家「戴侯」對所有擋路的人只有一句話：快閃人，不然就等死吧。 |
| 維蕾       | 幻棱     | Waylay    | 決鬥者 | 泰國     | 來自泰國、耀眼奪目的維蕾化身為光，在戰場上穿梭，透過光芒碎片擊倒目標後又迅速快閃回到安全之處，一切都發生在眨眼之間。                                                               |

### 武器
玩家在遊戲中有三個武器欄位，分別為「主武器」、「隨身武器」以及「近戰武器」，其中主武器又分為「衝鋒槍」、「霰彈槍」、「步槍」、「狙擊槍」以及「重型武器」。部分武器能夠透過按下「輔助攻擊鍵（預設為滑鼠右鍵）」使用武器的輔助攻擊。
遊戲可透過花費現實貨幣來購買各類武器的造型，而官方稱所有造型均不會導致對戰中出現不平衡表現。
另外，玩家可以購買「護甲」以吸收受到傷害的66%，直到護甲值歸零為止。「輕型護甲」具有25點護甲值；「重型護甲」具有50點護甲值。「能量護甲」同樣具有25點護甲值；但沒受到傷害3秒後，會額外恢復25點護甲值，總共可回復50點護甲，且100%吸收傷害。

## 冠軍巡迴賽
《特戰英豪》於2021年起舉辦世界電子競技系列錦標賽，並採用特戰英豪冠軍巡迴赛（VCT)的賽事架構。在為期一年的巡迴賽中，將分別舉辦三階段的挑戰賽和大師賽，壓軸的冠軍賽則會於在年底登場。
冠軍巡迴賽每階段都將從挑戰賽開始，各戰隊在各地區賽事爭奪大師賽的席位，參加大師賽的隊伍會獲得積分以晉級冠軍賽，最後將會有一支隊伍贏得年度特戰英豪冠軍的殊榮。

### 《特戰英豪》大師賽(VCT MASTER)
| 年分 | 地點       | 總決賽          | 總決賽 | 總決賽 | 總決賽        | 季軍與殿軍                          |
| 年分 | 地點       | 冠軍            | 比數   | 比數   | 亞軍          | 季軍與殿軍                          |
| ---- | ---------- | --------------- | ------ | ------ | ------------- | ----------------------------------- |
| 2021 | 雷克雅維克 | Sentinels       | 3      | 0      | Fnatic        | NUTURN Gaming(季) Team Liquid(殿)   |
| 2021 | 柏林       | Gambit Esports  | 3      | 0      | Team Envy     | 100 Thieves（季） G2 Esports（殿）  |
| 2022 | 雷克雅維克 | OpTic Gaming    | 3      | 0      | LOUD          | ZETA DIVISION（季） Paper Rex（殿） |
| 2022 | 哥本哈根   | FunPlus Phoenix | 3      | 2      | Paper Rex     | OpTic Gaming（季） Fnatic（殿）     |
| 2023 | 東京       | Fnatic          | 3      | 0      | Evil Geniuses | Paper Rex(季) NRG(殿)               |
| 2024 | 馬德里     | Sentinels       | 3      | 2      | Gen.G         | Paper Rex(季) LOUD(殿)              |
| 2024 | 上海       | Gen.G           | 3      | 2      | Team Heretics | G2 Esports(季) 100 Thieves（殿）    |
| 2025 | 曼谷       | T1              | 3      | 2      | G2 Esports    | EDward Gaming(季) Team Vitality(殿) |
| 2025 | 多倫多     | Paper Rex       | 3      | 1      | Fnatic        | Wolves Esports(季) G2 Esports（殿） |

### 《特戰英豪》全球冠軍賽
| 年分 | 地點     | 總決賽        | 總決賽 | 總決賽 | 總決賽         | 季軍與殿軍                          |
| 年分 | 地點     | 冠軍          | 比數   | 比數   | 亞軍           | 季軍與殿軍                          |
| ---- | -------- | ------------- | ------ | ------ | -------------- | ----------------------------------- |
| 2021 | 柏林     | Acend         | 3      | 2      | Gambit Esports | Team Liquid（季） KRÜ Esports（殿） |
| 2022 | 伊斯坦堡 | LOUD          | 3      | 1      | OpTic Gaming   | DRX（季） FunPlus Phoenix（殿）     |
| 2023 | 洛杉磯   | Evil Geniuses | 3      | 1      | Paper Rex      | LOUD（季） Fnatic（殿）             |
| 2024 | 首爾     | EDward Gaming | 3      | 2      | Team Heretics  | Leviatán（季） Sentinels（殿）      |
| 2025 | 巴黎     |               |        |        |                |                                     |